# 第13號鋼琴奏鳴曲 (貝多芬)
降E大調第13號鋼琴奏鳴曲，作品編號27之1，是貝多芬的鋼琴奏鳴曲，於1800-01年間完成，本曲第14號同被作曲家標示為「幻想曲風格的奏鳴曲」（Quasi una fantasia），並於1802年3月一併出版，因此採用了相同的作品編號。作品題獻予列支敦斯登公主菲斯滕貝格-魏特拉的約瑟法。
全曲的演奏時間約為16分鐘。

## 樂曲結構
本奏鳴曲共有四個樂章，並且樂章之間以立即連奏（attacca subito）方式處理，分別是：
- 第一樂章：行板—快板—行板（Andante – Allegro – Andante） — 
 —
- 第二樂章：非常活潑的快板（Allegro molto e vivace）
- 第三樂章：富感情的行板（Adagio con espressione）
- 第四樂章：活潑的快板—原來速庿-急板（Allegro vivace - Tempo I - Presto）
 — 
 —

## 外部連結
- 波恩貝多芬之家有關《第13號》及《第14號鋼琴奏鳴曲》資料 （页面存档备份，存于）（德文）
- 希夫·安德拉斯談論貝多芬的《第13號鋼琴奏鳴曲》 （页面存档备份，存于）
- 貝多芬《第13號鋼琴奏鳴曲》：国际乐谱典藏计划上的乐谱
- 贝多芬《第13号钢琴奏鸣曲》创作历程的介绍及对音乐内容的评论（英文）